# La Verbena
La Verbena (en français, la Fête populaire) est une peinture à l'huile sur toile d'esthétique surréaliste, mesurant 119 × 165 cm, réalisée en 1927 par Maruja Mallo.

## Historique
Elle appartient à une série de quatre peintures à l'huile consacrées aux festivités de Madrid qui a été exposée en 1928 dans les salles de la Revista de Occidente, dont le responsable était José Ortega y Gasset. La Verbena est conservée à Madrid au musée national centre d'art Reina Sofía.

## Description
Cette toile de La Verbena représente tous les éléments typiques des fêtes populaires de Madrid : le jeu de massacre (le pimpampum), l'appareil pour mesurer la force, des géants et des grosses têtes, des balançoires en forme de bateaux… 
Des marins figurent au premier plan en bas à droite ; des femmes joyeuses et sautillantes vêtues de costumes vifs et moulants se dirigent vers eux, avec des ailes qui soulignent la forme de leur corps, la tête couronnée par des chapeaux simulant un demi soleil ; des tables au fond, un petit train en arrière-plan ainsi que quelques pyramides, et des personnages étranges, comme le géant borgne, complètent la composition.
Celle-ci est bordée à gauche par un rideau de dentelle d'un ton blanc cassé, à côté duquel un guitariste handicapé est assis sur un petit chariot d'où sort son grand pied à quatre orteils, jouxtant un support recouvert d'un tissu blanc sur lequel repose une pyramide de fruits rouges (comme des fraises).
Tous les éléments sont peints dans un chaos savamment organisé, dont les différents plans donnent au tableau un sentiment d'unité. Une spectaculaire paire de géants domine le groupe au centre du tableau, armés de conduits de cheminée en guise de lances. La Verbena tente de dépeindre la société madrilène de l'époque avec ironie. Il s'agit d'un tableau coloré, baroque et désordonné dans une joyeuse atmosphère surréaliste.
Les coloris sont vifs, avec une abondance de couleurs claires et sombres qui mettent en valeur les formes et les contours avec une dynamique animée qui reflète le brouhaha typique des fêtes populaires pleines de joie.